# Mausberg
 (avril 2011).
Si vous disposez d'ouvrages ou d'articles de référence ou si vous connaissez des sites web de qualité traitant du thème abordé ici, merci de compléter l'article en donnant les références utiles à sa vérifiabilité et en les liant à la section « Notes et références ».
Mausberg (né Johnny Burns le 2 février 1979 à Compton, Californie, et mort le 4 juillet 2000 à Compton, Californie), est un rappeur américain,  membre du gang des Bloods et plus particulièrement du « set » de Campanella Park à Compton.

## Carrière
Mausberg est particulièrement connu pour sa compilation intitulée The Konnectid Project avec le rappeur Suga Free et pour son amitié avec le producteur DJ Quik qui lui a dédié un album posthume, Non Fiction.
Son flow, ses textes et sa voix qui s'accordait remarquablement avec tous types de productions en ont fait une figure importante de la scène rap underground californienne de la fin des années 1990 et du début des années 2000.
Il a fait de nombreux featurings sur les albums avec des artistes comme Hi-C, Playa Hamm, Suga Free, DJ Quik, AMG, Gangsta Dresta, 2nd II None, Snoop Dogg ou encore 2Pac (posthume). Après sa mort, Gangsta Dresta a dit dans une interview qu'il avait le projet de faire un album en collaboration avec Mausberg sur le concept Bloods et Crips (car Dresta faisait partie des Crips et Mausberg des Bloods), mais Mausberg est mort avant l'aboutissement du projet.
Le 4 juillet 2000, il est tué dans un drive-by shooting à l'âge de 21 ans.

## Discographie
- 2000 : The Konnectid Project, Vol. 1 (avec Suga Free)
- 2000 : Non Fiction (album posthume)

## Sources
- http://og-619.frbb.net/t79-mausberg-compton